# Kamal Haasan
Kamal Haasan (en tamoul : கமல்ஹாசன்) ou Kamal Hassan, né le 7 novembre 1954 est un acteur de cinéma indien, danseur, réalisateur, scénariste, producteur, chanteur, présentateur, parolier et homme politique qui travaille principalement dans le cinéma Tamoul. Il a également travaillé dans des films en Télougou, Malayalam, Kannada, Hindi et Bengali.
Il est considéré comme l'un des plus grands acteurs du cinéma indien. Au cours de ses six décennies de carrière, il a joué dans plus de 230 films. Il a remporté de nombreuses récompenses indiennes telles que les National Film Awards et Filmfare Awards South .
Il a commencé sa carrière en tant qu'enfant dans le film tamoule de 1960, Kalathur Kannamma.
Sa percée en tant qu'acteur principal est venue dans le drame Apoorva Raagangal de 1975, réalisé par K.Balachander. Il a remporté son premier National Film Award dans Moondram Pirai (1982). Il a été noté pour ses performances dans Nayakan de Mani Ratnam (1987) et le film de justicier de S. Shankar Indian (1996), qui l'a vu jouer le double rôle de père et de fils.
Au cours des années, il est apparu dans des films aux succès commerciaux dont Hey Ram (2000), Virumaandi (2004), Vettaiyaadu Vilaiyaadu (2006), Dasavathaaram (2008), Vishwaroopam (2013) et Vikram (2022).
Le 21 février 2018, Haasan a officiellement lancé son parti politique, Makkal Needhi Maiam (Centre de justice populaire).
Kamal Haasan a obtenu le prix Kalaimamani, d'excellence dans les arts, du Tamil Nadu en 1979, le Padma Shri en 1990 puis le Padma Bhushan en 2014 du gouvernement indien, et a été nommé chevalier de l'Ordre des Arts et des Lettres par le gouvernement français en 2016.

## Biographie
Haasan est né le 7 novembre 1954, dans une famille tamoule Iyengar, de D. Srinivasan, qui était avocat, et Rajalakshmi, femme au foyer. Ses frères, Charuhasan et Chandrahasan, ont également agi. La sœur de Haasan, Nalini (née en 1946), est une danseuse classique. Il a reçu son éducation primaire à Paramakudi avant de déménager à Madras (maintenant Chennai) alors que ses frères poursuivaient leurs études supérieures Haasan a poursuivi ses études à Santhome, Madras, et a été attiré par le cinéma et les beaux-arts comme encouragé par son père.

### 1960-1963: Début et révélation
Lorsqu'un ami médecin de sa mère a rendu visite à Avichi Meiyappa Chettiar (AVM) pour soigner sa femme, elle a amené Haasan avec elle. Apparemment impressionné par le fils de son comportement AVM, M. Saravanan, l'a recommandé pour leur production Kalathur Kannamma.
Kamal a remporté le prix Rashtrapathi (médaille d'or du président) pour sa performance dans Kalathur Kannamma (1960) à l'âge de quatre ans, puis a joué cinq autres films. Il a fait ses débuts dans le cinéma malayalam, à Mollywood avec Kannum Karalum (1962). Pendant ce temps, il a continué ses études à Triplicane tout en étant une personne importante de la troupe de théâtre Avvai Shanmugham. Il a appris à jouer sur scène en regardant le chef de troupe, Shanmugham, qui lui a transmis sa passion pour le maquillage.

### 1970-1975: Retour à l'écran et premier rôles
Après une pause de sept ans dans les films, Haasan est retourné dans l'industrie en tant qu'assistant de danse, en apprentissage sous la direction du chorégraphe Thankappan. Pendant ce temps, Haasan a fait de brèves apparitions dans certains films, y compris quelques rôles non crédités. Sa première apparition est venue dans le film Maanavan de 1970, dans lequel il est apparu dans une séquence de danse. Il a ensuite aidé Thankappan dans des films comme Annai Velankani (1971) et Kasi Yathirai (1973). Dans le premier, il avait un rôle de soutien et a travaillé comme assistant réalisateur. Son premier rôle à part entière est venu dans le film tamoul de K. Balachander Arangetram (1973). Balachander l'a jeté comme l'antagoniste dans son Sollathaan Ninaikkiren (1973). Haasan a ensuite joué des rôles de soutien dans des films tels que Gumasthavin Magal (1974), Aval Oru Thodar Kathai (1974) et Naan Avanillai (1974). La même année, il a joué son premier rôle principal dans le film Malayalam, Kanyakumari, pour lequel il a remporté son premier Filmfare Award. Dans le cinéma tamoul, il a fait sa percée en tant qu'acteur principal dans Apoorva Raagangal (1975) de Balachander. Il a joué un jeune homme rebelle qui tombe amoureux d'une femme plus âgée. Le rôle lui a valu son deuxième prix Filmfare Award.

### 1976-1979: Expérimentation et succès établie
En 1976, Balachander a interprété Kamal Haasan comme un coureur de jupons dans Manmadha Leelai; cela a été suivi par Oru Oodhappu Kan Simittugiradhu (réalisé par S.P. Muthuraman), qui lui a valu son deuxième Prix consécutif du meilleur acteur régional de Filmfare (Tamoul). Il est apparu plus tard dans le drame de Balachander, Moondru Mudichu (1976) et Avargal (1977), Il a été refait en Télougou sous le nom d'Idi Katha Kaadu (1979).16 Vayathinile (1977), dans lequel il a joué une bumpkin du village, lui a valu un troisième prix consécutif du meilleur acteur. En 1977, il a joué dans son premier film de Kannada, Kokila, les débuts de réalisation d'un ami et mentor Balu Mahendra. Cette année-là, il est également apparu dans un film Bengali, Kabita, un remake du film tamoul Aval Oru Thodar Kathai. En 1978, Kamal Hassan a fait ses débuts au cinéma Télougou avec un rôle principal dans le romantique interculturel Maro Charitra, réalisé par Balachander. Son quatrième prix Filmfare consécutif est le résultat de Sigappu Rojakkal, un thriller dans lequel il incarne un tueur sexuel psychopathe. Dans le film Telugu de 1979 Sommokadidhi Sokkadidhi, il joue sa première collaboration avec le réalisateur Singeetam Srinivasa Rao. Il est apparu dans le musicale Ninaithale Inikkum, suivi de l'horreur de serpent, Neeya? et et et de la comédie Kalyanaraman. À la fin des années 1970, il a remporté six prix régionaux du meilleur film d'acteur, dont quatre prix du meilleur acteur tamoul consécutifs.

### 1980-1989: Prix du meilleur acteur national du cinéma indien
Ses films dans les années 1980 ont inclus Varumayin Niram Sivappu en langue tamoule, dans lequel il a joué un jeune sans emploi. Kamal Haasan a fait ses débuts dans le cinéma Hindi avec Ek Duuje Ke Liye (1981), le remake de son propre film en langue Telugu Maro Charitra réalisé par K. Balachander (qui lui a valu sa première nomination en langue hindi Filmfare). Il a fait sa 100e apparition au cinéma en 1981 dans le film Raja Paarvai, débutant en tant que producteur. Malgré les performances au box-office relativement médiocres du film, sa représentation d'un violoniste en aveugle lui a valu un Filmfare Award. Après un an de vedette dans des films commerciaux, il a remporté le premier des trois prix nationaux du meilleur acteur pour son portrait d'un instituteur s'occupant d'un patient amnésique dans le Moondram Pirai (1982) de Balu Mahendra, reprenant plus tard son rôle dans la version Hindi, Sadma. Il a également joué dans Sakalakala Vallavan (1982) de S. P. Muthuraman qui à reçu un énorme succès, produit par AVM Productions.
Pendant cette période, il s'est concentré sur les remakes de Bollywood de ses films tamouls, y compris Yeh To Kamaal Ho Gaya et Zara Si Zindagi. En 1983, il est apparu dans Sagara Sangamam, réalisé par K. Viswanath. Sa représentation d'un danseur classique alcoolique lui a valu son premier Nandi Award du meilleur acteur et de son deuxième Prix du meilleur acteur Télougou de Filmfare.
Après le multijoueur Raaj Tilak de 1984, il est apparu dans Saagar (sorti en 1985), remportant le Filmfare Award du meilleur acteur et nommé pour le prix du meilleur second rôle masculin. Le film était le représentant de l'Inde pour l'Oscar de la meilleure langue étrangère en 1985. Il a quitté Bollywood temporairement après Geraftaar et Dekha Pyar Tumhara pour figurer dans Japanil Kalyanaraman (une suite de son Kalyanaraman de 1979).
En 1986, il a produit le film Vikram techniquement brillant et a collaboré avec Kodandarami Reddy pour Oka Radha Iddaru Krishnulu puis K. Viswanath dans Swathi Muthyam, incarnant une personne handicapée cognitive qui essaie de changer la société ; c'était l'entrée de l'Inde pour le meilleur film en langue étrangère aux Oscars en 1986. Ces films de Tollywood lui ont trouvé un large public dans l'Andhra Pradesh, et bon nombre de ses films tamouls ultérieurs ont été doublés en Télougou.
Après Punnagai Mannan (1986) (dans lequel il a joué deux rôles, dont une satire de Charlie Chaplin en tant que Chaplin Chellappa) et Kadhal Parisu (1987). Haasan est apparu dans le film de Mani Ratnam en 1987, Nayakan. Il a reçu son deuxième prix national indien pour sa performance. Inspiré du film hollywoodien The Godfather , il a été soumis par l'Inde comme entrée pour le meilleur film en langue étrangère aux Academy Awards de 1987, et figure sur la liste des 100 films absolus de Time. Il est également apparu dans le film muet Pushpak (1987), une comédie noire. Puis Unnal Mudiyum Thambi (un remake du film Télougou Rudraveena) et Sathya (remake du film Hindi Arjun) en 1988. Les quatre films de Haasan 1989 ont été un succès majeur, Apoorva Sagodharargal, où il a joué un nain, puis Chanakyan, un film original en Malayalam, plus tard Vetri Vizha (où il a joué un amnésique) et enfin Haasan a joué deux rôles dans Indrudu Chandrudu, remportant le Filmfare du meilleur acteur et Nandi Awards pour sa performance. À la fin des années 1980, Haasan réussit dans les industries cinématographiques Malayalam, Kannada, Télougou et Hindi, avec des prix Filmfare dans chaque industrie et deux prix nationaux,.

### 1990-1998: Plusieurs récompenses aux Awards
En 1990, Michael Madhana Kamarajan a vu Haasan s'appuyer sur Apoorva Sagodharargal en jouant des quadruplés. Il a commencé comme une collaboration avec l'écrivain Crazy Mohan pour de futurs films de comédie. Kamal Haasan a remporté successivement le prix du meilleur acteur pour sa représentation de protagoniste dérangé et obsédant dans Gunaa (1991) et du drame Thevar Magan (1992), remportant avec ses deux films, les prix Filmfare Award du meilleur acteur – Tamoul,. Il a été crédité de l'histoire de ce dernier et a remporté son troisième prix national du meilleur long métrage en tamoul en tant que producteur. Le film était la soumission de l'Inde pour les Oscars cette année-là. Une série de films a suivi: Singaravelan (1992), Maharasan (1993), Kalaignan (1993), Mahanadi (1994), Nammavar (1994) et Sathi Leelavathi (1995) . Produit par lui-même, il a repris sa collaboration avec Kasinadhuni Viswanath dans le film Télougou, Subha Sankalpam, et a joué dans Kuruthipunal avec Arjun Sarja. Le prochain film réalise par S. Shankar Indian (1996), il remporte quatre Awards pour le titre du meilleur acteur Tamoul, national et du meilleur film de l'année. Ce film est également l'un des meilleurs films de sa carrière. Il a joué sur une déguisement de femme dans la comédie Avvai Shanmughi, qui a été inspirée par Mme Doubtfire. Il a choisi Shantanu Sheorey pour diriger le remake en Hindi d'Avvai Shanmughi, Chachi 420. En 1998, il est apparu dans la comédie romantique de Singeetham Srinivasa Rao, Kaathala Kaathala avec Prabhu Deva. Le film a été un succès commercial.

### 2000-2021: Réalisateur, scénariste et présentateur
Après une pause de deux ans, Kamal décide de réaliser son 2e film, Hey Ram, un drame raconté en flashback qui parle de la partition des Indes et de l'assassinat de Mahatma Gandhi. Ce film fut un échec en Inde, mais un succès dans le monde et a été proposé aux Academy Awards. Toujours en 2000, Haasan est apparu dans la comédie Thenali (inspiré du film hollywoodien What About Bob? en tant que tamoul sri-lankais atteint de SSPT et soigné par un psychiatre, joué par l'acteur Malayalam Jayaram. Le prochain film était Aalavandhan de 2001, dans lequel il a joué deux frères. La version Hindi a été distribuée par Shringar Films. La performance de Kamal Haasan a été acclamée, cependant le film a été un échec commercial.
Après un certain nombre de comédies réussies dont Pammal K. Sambandam (2002) et Panchathantiram (2002) et des apparitions invitées,il est également apparu dans Anbe Sivam avec Madhavan. Anbe Sivam raconte l'histoire de Nallasivam, dépeint par Haasan comme un communiste. Sa performance a été saluée par la critique. Il a réalisé Virumaandi (2004), qui a remporté le Festival international du film fantastique de Puchon.
En 2004, il est apparu dans Vasool Raja MBBS, un remake du Munnabhai MBBS de Bollywood, avec Sneha qui a été un succès au box-office. L'année suivante, il écrit et joue dans la comédie Mumbai Express. Le film sort lors du Nouvel an tamoul, et est en compétition direct avec les films de deux autres stars tamouls, Chandramukhi de Rajinikanth et Sachein de Vijay. En 2006, le projet longtemps retardé de Kamal, l'élégante histoire de la police Vettaiyaadu Vilaiyaadu, a été un succès. Réalisé par Gautham Menon, le film parle d'un policier envoyé aux États-Unis pour enquêter sur une série de meurtres médicaux. En 2008, Dasavathaaram, il a joué dix rôles; le film est sorti en plusieurs langues (dont le Tamoul, le Télougou et l'Hindi) en Inde et à l'étranger. Dasavathaaram, écrit par lui-même et le réalisateur K. S. Ravikumar, est l'un des premiers films de science-fiction modernes réalisés en Inde. Avec Kamal et Asin Thottumkal, c'était le film tamoul le plus rentable (en 2008) et sa performance a été saluée par la critique. Au Canada, Dasavathaaram a été le premier film tamoul distribué par Walt Disney Pictures.

Il a collaboré pour la cinquième fois avec le réalisateur K.S. Ravikumar à Manmadan Ambu, dont il a également écrit le scénario. L'histoire concerne un homme qui engage un détective pour savoir si sa fiancée le trompe. Le film est sorti en décembre 2010 dans des critiques mitigées, Behindwoods l'appelant "un artiste, mais en partie" et Sify disant qu'il "manque de punch pour captiver le public".

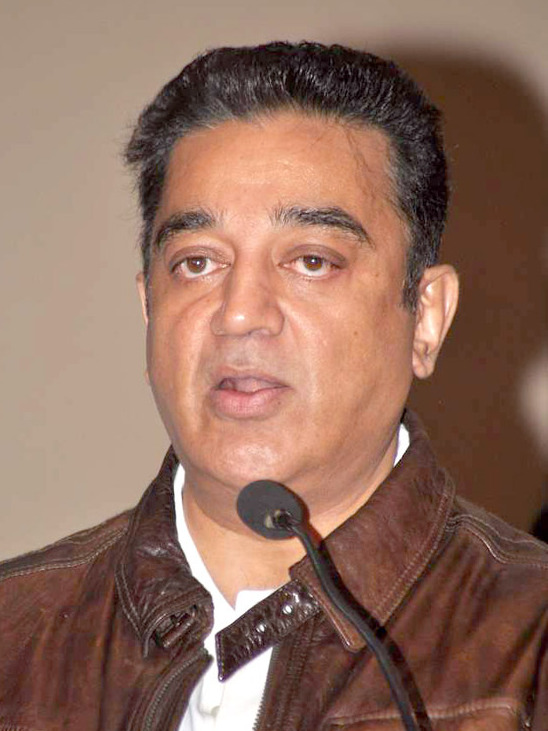
Pendant la pro du film 'Vishwaroop' en 2013.

Le prochain film était Vishwaroopam de 2013, sorti en Hindi sous le nom de Vishwaroop. Il a remporté deux National Film Awards pour la meilleure réalisation et la meilleure chorégraphie. Les groupes musulmans du Tamil Nadu ont exigé l'interdiction du film et ont affirmé que le film nuirait aux sentiments. Bien que le film ait été autorisé par le Central Board of Film Certification of India, des collectionneurs de district de l'État du Tamil Nadu ont donné l'ordre aux propriétaires de théâtre de ne pas montrer Vishwaroopam, invoquant des problèmes d'ordre public, mais le film sorti dans d'autres États avec une plus grande population musulmane qu'au Tamil Nadu. Un accord mutuel avec les musulmans du Tamil Nadu a finalement été conclu le 2 février 2013, lorsque Kamal a accepté de couper cinq scènes.
En 2014, Kamal est désigné délégué officiel pour le cinéma indien au Festival de Cannes 2014. Après 2 ans de libération de Vishwaroopam, Uttama Villain est sorti le 2 mai 2015. Papanasam (2015) un remake tamoul du film Malayalam, Drishyam. Le film est sorti avec des critiques positives et est devenu un énorme succès suivis par le bilingue Thoongaa Vanam (2015) et Cheekati Rajyam (2015), tous deux faisant des critiques modérées,.
Les sorties de la deuxième partie du film bilingue Vishwaroopam 2 (2018) et en Hindi Vishwaroop 2, prévue  au début de l'année 2014, ont été retardés. Très attendu par les fans, le film sort finalement le 10 août 2018, avec des critiques mitigées.
Sabaash Naidu (Bravo Naidu) en tamoul et en télougou, intitulé Shabhash Kundu en hindi, est un film d'aventure comédie d'espionnage indien qui est écrit, coproduit et réalisé par lui-même. Il joue le rôle principal reprenant le rôle de Balram Naidu, un spin-off de l'un des personnages qu'il a joué dans Dasavathaaram (2008). La date de sortie du film a été retardée en raison de l'entrée de Kamal en politique. À ce jour le film n'a pas trouvé d'issue à sa sortie.
En 2017, il est l'animateur sur Star Vijay TV de la version tamoul de télé réalité Bigg Boss. L'émission est rapidement devenue l'une des séries télévisées les plus regardées au Tamil Nadu et a obtenu des critiques positives auprès du public. Il a également accueilli la deuxième saison de Bigg Boss Tamil 2 qui a commencé sa diffusion le 17 juin 2018 et Bigg Boss Tamil 3 qui a commencé sa diffusion le 23 juin 2019. Bigg Boss Tamil 4 est lancée le 4 octobre 2020 qui était très attendue car elle se déroulait à l'ère du COVID ainsi que Bigg Boss Tamil 5 qui sort en octobre 2021.

### Depuis 2022
Il fait son retour au cinéma après plusieurs années, dans le film d'action nommée Vikram, considéré comme l'un des plus grands blockbusters de l'année 2022, réalisé par Lokesh Kanagaraj. Puis, il reprend la télé réalité de la sixième saison Bigg Boss Tamil 6 qui est diffusé en octobre 2022. Et Bigg Boss Tamil 7 qui sort le 1er octobre 2023.
En 2024, Kamal Haasan joue le rôle de l'antagoniste Yaskin dans Kalki 2898 AD de Nag Ashwin. La sortie très attendue de Indian 2 dans le rôle principal et réalisé par Shankar, a suscité une vague de réactions mitigées de la part du public. Le film, suite du classique culte Indian de 1996, a suscité des avis divers, certains le qualifiant de chef-d'œuvre tandis que d'autres expriment leur déception.
En 2025, le thriller d'action de gangsters Thug Life réunit Mani Ratman et Kamal Haasan après près de quatre décennies depuis la sortie de leur classique Nayakan en 1987. Dans le film, Kamal Haasan joue le rôle de Rangaraaya Sakthivel, un baron de la mafia redouté à New Delhi, aux côtés de TR Silambarasan dans le rôle d'Amaran, son fils adoptif. Le film n'a pas eu d'impact escompté au box-office.

### Vie privée
Kamal Haasan était le plus jeune de quatre enfants ; ses frères et sœurs sont Charuhasan, Chandrahasan et Nalini (Raghu). Ses deux frères aînés ont suivi l'exemple de leur père et ont étudié le droit.
En 1978, Kamal Haasan, âgé de 24 ans, s'est marié avec la danseuse Vani Ganapathy, et ont divorcé dix ans plus tard.
En 1988, il se marie avec l'actrice Sarika, et ont eu leur premier enfant Shruti Haasan en 1986, qui devient elle aussi actrice pour Tollywood et Kollywood. Leur deuxième fille, Akshara, née en 1991, a été assistante de réalisation sur quelques films. Le couple engage une procédure de divorce en 2002, qui sera finalisée en 2004.
Son frère aîné Charuhasan, comme Haasan, est un acteur lauréat du National Film Award qui est apparu dans le film Kannada Tabarana Kathe. La fille de Charuhasan, Suhasini, est également lauréate du National Film Award, mariée au réalisateur (et autre lauréat) Mani Ratnam, qui a collaboré avec Haasan sur Nayakan en 1987. Chandrahasan a produit plusieurs des films de Kamal et était cadre chez Rajkamal International, il est décédé en mars 2017. La fille de Chandrahasan, Anu Hasan, a joué des rôles de soutien dans plusieurs films, dont Indira (1995) de Suhasini. La sœur de Kamal, Nalini Raghu, est professeur de danse pour laquelle il a nommé un auditorium (Nalini Mahal). Son fils, Gautham, a joué le petit-fils de Kamal Haasan dans Hey Ram en 2000.
Entre 2005 et 2016, Kamal a vécu avec l'actrice Gautami Tadimalla.

## Filmographie
| Année | Film                            | Role(s) | Langue     | Réalisateur             | Notes |
| ----- | ------------------------------- | --- | ---------- | ----------------------- | --- |
| 1960  | Kalathur Kannamma               | Selvam | Tamoul     | A. Bhimsingh            | Artiste enfant |
| 1962  | Paarthal Pasi Theerum           | Babu & Kumar | Tamoul     | A. Bhimsingh            | Artiste enfant |
| 1962  | Paadha Kaanikkai                | Ravi | Tamoul     | K. Shankar              | Artiste enfant |
| 1962  | Kannum Karalum                  | Babu | Malayalam  | K. S. Sethumadhavan     | Artiste enfant |
| 1963  | Vanambadi                       | Ravi | Tamoul     | G. R. Nathan            | Artiste enfant |
| 1963  | Anandha Jodhi                   | Balu | Tamoul     | V. N. Reddy             | Artiste enfant |
| 1970  | Maanavan                        | Étudiant | Tamoul     | M. A. Thirumugam        | Rôle non crédité |
| 1971  | Annai Velankanni                | Jesus | Tamoul     | Thankappan              | Rôle non crédité |
| 1972  | Kurathi Magan                   | | Tamoul     | K. S. Gopalakrishnan    | |
| 1973  | Arangetram                      | Thiagu | Tamoul     | K. Balachander          | |
| 1973  | Sollathaan Ninaikkiren          | Kamal | Tamoul     | K. Balachander          | |
| 1974  | Paruva Kaalam                   | Chandran | Tamoul     | Jos A.N. Fernando       | |
| 1974  | Gumasthavin Magal               | Mani | Tamoul     | A. P. Nagarajan         | |
| 1974  | Naan Avanillai                  | Appu | Tamoul     | K. Balachander          | |
| 1974  | Kanyakumari                     | Sankaran | Malayalam  | K. S. Sethumadhavan     | Prix Filmfare du meilleur acteur - Malayalam |
| 1974  | Anbu Thangai                    | Buddha | Tamoul     | S. P. Muthuraman        | Apparence d'invité |
| 1974  | Vishnu Vijayam                  | Vishnu | Malayalam  | N. Sankaran Nair        | |
| 1974  | Aval Oru Thodar Kathai          | Prasad | Tamoul     | K. Balachander          | |
| 1974  | Panathukkaga                    | Kumar | Tamoul     | M. S. Senthil           | |
| 1975  | Cinema Paithiyam                | Natarajan | Tamoul     | Muktha Srinivasan       | |
| 1975  | Pattampoochi                    | Siva | Tamoul     | A. S. Pragasam          | |
| 1975  | Aayirathil Oruthi               | Kamal | Tamoul     | Avinashi Mani           | |
| 1975  | Then Sindhudhe Vaanam           | Ravi | Tamoul     | R. A. Sankaran          | |
| 1975  | Melnaattu Marumagal             | Raja | Tamoul     | A. P. Nagarajan         | |
| 1975  | Thangathile Vairam              | Kumar | Tamoul     | K. Sornam               | |
| 1975  | Pattikkaattu Raja               | Mahesh | Tamoul     | K. Shanmugam            | |
| 1975  | Njan Ninne Premikkunnu          | Suresh | Malayalam  | K. S. Gopalakrishnan    | |
| 1975  | Maalai Sooda Vaa                | | Tamoul     | C. V. Rajendran         | |
| 1975  | Apoorva Raagangal               | Prasanna | Tamoul     | K. Balachander          | Prix Filmfare du meilleur acteur - Tamoul |
| 1975  | Thiruvonam                      | Prem Kumar | Malayalam  | Sreekumaran Thampi      | |
| 1975  | Mattoru Seetha                  | Gopi | Malayalam  | P. Bhaskaran            | |
| 1975  | Raasaleela                      | Devan | Malayalam  | N. Sankaran Nair        | |
| 1975  | Andharangam                     | Kaanthan | Tamoul     | Muktha Srinivasan       | |
| 1976  | Appooppan                       | Babumon | Malayalam  | P. Bhaskaran            | |
| 1976  | Agni Pushpam                    | Somu | Malayalam  | Jeassy                  | |
| 1976  | Manmadha Leelai                 | Madhu | Tamoul     | K. Balachander          | |
| 1976  | Anthuleni Katha                 | Arun | Télougou   | K. Balachander          | Caméo apparence |
| 1976  | Samassiya                       | | Malayalam  | K. Thankappan           | |
| 1976  | Swimming Pool                   | | Malayalam  | J. Sasikumar            | |
| 1976  | Aruthu                          | | Malayalam  | Ravi                    | |
| 1976  | Satyam                          | Kumaran | Tamoul     | S. A. Kannan            | |
| 1976  | Oru Oodhappu Kan Simittugiradhu | Ravi | Tamoul     | S. P. Muthuraman        | Prix Filmfare du meilleur acteur - Tamoul |
| 1976  | Unarchigal                      | Selvam | Tamoul     | R. C. Sakthi            | |
| 1976  | Kuttavum Sikshayum              | | Malayalam  | M. Masthan              | |
| 1976  | Kumaara Vijayam                 | Kumar | Tamoul     | A. Jagannathan          | |
| 1976  | Idhaya Malar                    | Mohan | Tamoul     | Gemini Ganesan          | |
| 1976  | Ponni                           | Maran | Malayalam  | Thoppil Bhasi           | |
| 1976  | Nee Ente Lahari                 | | Malayalam  | P. G. Viswambharan      | |
| 1976  | Moondru Mudichu                 | Balaji | Tamoul     | K. Balachander          | |
| 1976  | Mogam Muppadhu Varusham         | Ramesh | Tamoul     | S. P. Muthuraman        | |
| 1976  | Lalitha                         | Balu | Tamoul     | Valampuri Somanathan    | |
| 1977  | Aaina                           | Prem Kapoor | Hindi      | K. Balachander          | Caméo apparence dans la chanson "Ho Jaaye Jab Dil Se Dil Takraaye" |
| 1977  | Uyarndhavargal                  | Aarumugam | Tamoul     | T. N. Balu              | |
| 1977  | Siva Thandavum                  | | Malayalam  | N. Sankaran Nair        | |
| 1977  | Aasheervaadam                   | | Malayalam  | I. V. Sasi              | |
| 1977  | Avargal                         | Janardhan (Johnny) | Tamoul     | K. Balachander          | |
| 1977  | Madhuraswapnam                  | | Malayalam  | M. Krishnan Nair        | |
| 1977  | Sreedevi                        | Venugopal | Malayalam  | M. Krishnan Nair        | |
| 1977  | Unnai Suttrum Ulagam            | Raja | Tamoul     | G. Subramanya Reddiar   | |
| 1977  | Kabita                          | Gopal | Bengali    | Bharat Shamsher         | |
| 1977  | Ashtamangalyam                  | | Malayalam  | P. Gopikumar            | |
| 1977  | Nirakudum                       | Devan | Malayalam  | A. Bhimsingh            | |
| 1977  | Ormakal Marikkumo               | Chandrasekharan | Malayalam  | K. S. Sethumadhavan     | |
| 1977  | 16 Vayathinile                  | Gopalakrishnan (Chappani) | Tamoul     | P. Bharathiraja         | Prix Filmfare du meilleur acteur - Tamoul Tamil Nadu State Film Award du meilleur acteur |
| 1977  | Aadu Puli Attam                 | Madan | Tamoul     | S. P. Muthuraman        | |
| 1977  | Aanandham Paramaanandham        | Babu | Malayalam  | I. V. Sasi              | |
| 1977  | Naam Pirandha Mann              | Ranjith | Tamoul     | A. Vincent              | |
| 1977  | Kokila                          | Vijaykumar | Kannada    | Balu Mahendra           | |
| 1977  | Satyavan Savithri               | Sathyavan | Malayalam  | P. G. Viswambharan      | |
| 1977  | Aadhya Paadam                   | | Malayalam  | Adoor Bhasi             | |
| 1978  | Avalude Ravukal                 | | Malayalam  | I. V. Sasi              | Caméo appearance |
| 1978  | Nizhal Nijamagiradhu            | Sanjeevi | Tamoul     | K. Balachander          | |
| 1978  | Sakka Podu Podu Raja            | | Tamoul     | S. P. Muthuraman        | Caméo appearance |
| 1978  | Madanolsavam                    | Raju | Malayalam  | N. Sankaran Nair        | |
| 1978  | Amara Prema                     | Raju | Télougou   | T. Rama Rao             | Remake partiellement refait de Madanolsavam |
| 1978  | Kaathirunna Nimisham            | Raju | Malayalam  | Baby                    | |
| 1978  | Aval Viswasthayayirunnu         | Anto | Malayalam  | Jeassy                  | Apparence d'invité |
| 1978  | Anumodhanam                     | | Malayalam  | I. V. Sasi              | |
| 1978  | Maro Charitra                   | Balu | Télougou   | K. Balachander          | |
| 1978  | Ilamai Oonjal Aadukirathu       | Prabhu | Tamoul     | C. V. Sridhar           | |
| 1978  | Sattam En Kaiyil                | Babu & Rathinam | Tamoul     | T. N. Balu              | |
| 1978  | Vayasu Pilichindi               | Raja | Télougou   | C. V. Sridhar           | |
| 1978  | Thappida Thala                  | Amrit Lal | Kannada    | K. Balachander          | Caméo apparence |
| 1978  | Padakuthira                     | | Malayalam  | P. G Vasudevan          | |
| 1978  | Vayanadan Thamban               | Vayanadan Thamban | Malayalam  | A. Vincent              | |
| 1978  | Aval Appadithan                 | Arun | Tamoul     | C. Rudhraiya            | |
| 1978  | Sigappu Rojakkal                | Dileep | Tamoul     | P. Bharathiraja         | Prix Filmfare du meilleur acteur - Tamoul |
| 1978  | Manidharil Ithanai Nirangala    | Velu | Tamoul     | R. C. Sakthi            | |
| 1978  | Thappu Thalangal                | Amrit Lal | Tamoul     | K. Balachander          | Caméo apparence |
| 1978  | Yaetta                          | Ramu | Malayalam  | I. V. Sasi              | |
| 1979  | Sommokadidi Sokokadidi          | Rangadu et Shekar | Télougou   | Singeetam Srinivasa Rao | |
| 1979  | Sigappukkal Mookkuthi           | | Tamoul     | Valampuri Somanathan    | |
| 1979  | Neeya?                          | Kamal | Tamoul     | Durai                   | |
| 1979  | Allauddinum Albhutha Vilakkum   | Alauddin | Malayalam  | I. V. Sasi              | Simultanément filmé en tamoul comme Alavudinum Arbhutha Vilakkum |
| 1979  | Thaayillamal Naan Illai         | Raja | Tamoul     | R. Thyagarajan          | |
| 1979  | Ninaithale Inikkum              | Chandru | Tamoul     | K. Balachander          | Film Bilingue |
| 1979  | Andhamaina Anubhavam            | Chandru | Télougou   | K. Balachander          | Film Bilingue |
| 1979  | Idi Katha Kaadu                 | Janardhan | Télougou   | K. Balachander          | |
| 1979  | Alavudinum Arbhutha Vilakkum    | Alauddin | Tamoul     | I. V. Sasi              | |
| 1979  | Kalyanaraman                    | Raman et Kalyanam | Tamoul     | G. N. Rangarajan        | |
| 1979  | Nool Veli                       | Kamal Haasan | Tamoul     | K. Balachander          | Apparition comme invité Simultanément filmé en Télougou comme Guppedu Manasu |
| 1979  | Guppedu Manasu                  | Kamal Haasan | Télougou   | K. Balachander          | Apparition comme invité Simultanément filmé en Tamoul comme Nool Veli |
| 1979  | Mangala Vaathiyam               | | Tamoul     | K. Shankar              | |
| 1979  | Neela Malargal                  | Chandran | Tamoul     | Krishnan Panju          | |
| 1979  | Azhiyatha Kolangal              | Gowrishankar | Tamoul     | Balu Mahendra           | Apparence d'invité |
| 1979  | Pasi                            | Kamal Haasan | Tamoul     | Durai                   | Apparence d'invité |
| 1980  | Ullasa Paravaigal               | Ravi | Tamoul     | C. V. Rajendran         | |
| 1980  | Guru                            | Guru | Tamoul     | I. V. Sasi              | |
| 1980  | Saranam Ayyappa                 | | Tamoul     | Dasarathan              | Apparence d'invité |
| 1980  | Natchathiram                    | Kamal Haasan | Tamoul     | Dasari Narayana Rao     | Apparence d'invité |
| 1980  | Varumayin Niram Sivappu         | Sundaram Rangan | Tamoul     | K. Balachander          | Simultanément filmé en Télougou comme Aakali Rajyam Tamil Nadu State Film Award du meilleur acteur                                                                                          |
| 1980  | Maria, My Darling               | Raghu | Kannada    | Durai                   | Film Bilingue |
| 1980  | Maria, My Darling               | Raghu | Tamoul     | Durai                   | Film Bilingue |
| 1981  | Aakali Rajyam                   | Rangan | Télougou   | K. Balachander          | Simultanément filmé en Tamoul comme Varumayin Niram Sivappu Prix Filmfare du meilleur acteur - Telugu                                                                                       |
| 1981  | Thillu Mullu                    | Charu Haasan | Tamoul     | K. Balachander          | Apparence d'invité |
| 1981  | Meendum Kokila                  | Manian | Tamoul     | G. N. Rangarajan        | |
| 1981  | Ram Lakshman                    | Ram | Tamoul     | R. Thyagarajan          | |
| 1981  | Raja Paarvai                    | Raghu | Tamoul     | Singeetam Srinivasa Rao | 100ème Film Simultanément filmé en Télougou comme Amavasya Chandrudu Prix Filmfare du meilleur acteur - Tamoul                                                                              |
| 1981  | Ek Duuje Ke Liye                | Vasu | Hindi      | K. Balachander          | |
| 1981  | Kadal Meengal                   | Selvanayagam et Rajan | Tamoul     | G. N. Rangarajan        | |
| 1981  | Savaal                          | P. P. Raja | Tamoul     | R. Krishnamoorthy       | |
| 1981  | Sankarlal                       | Dharmalingam et Mohan | Tamoul     | T. N. Balu              | Simultanément filmé en Télougou comme Andagaadu |
| 1981  | Amavasya Chandrudu              | Raghu | Télougou   | Singeetam Srinivasa Rao | Simultanément filmé en Tamoul comme Raja Paarvai |
| 1981  | Tik Tik Tik                     | Dilip | Tamoul     | P. Bharathiraja         | |
| 1981  | Ellam Inbamayyam                | Velu | Tamoul     | G. N. Rangarajan        | |
| 1982  | Vazhvey Maayam                  | Raja | Tamoul     | R. Krishnamoorthy       | |
| 1982  | Andagaadu                       | Dharmalingam et Mohan | Télougou   | T. N. Balu              | |
| 1982  | Anthiveyilile Ponnu             | | Malayalam  | Radhakrishnan           | |
| 1982  | Moondram Pirai                  | Srinivasan (Seenu) | Tamoul     | Balu Mahendra           | Prix national du film du meilleur acteur Prix Cinema Express du meilleur acteur - tamoul Tamil Nadu State Film Award du meilleur acteur                                                     |
| 1982  | Neethi Devan Mayakkam           | Officier militaire | Tamoul     | Bapu                    | Simultanément filmé en Télougou comme Edi Dharmam Edi Nyayam |
| 1982  | Edi Dharmam Edi Nyayam          | Officier militaire | Télougou   | Bapu                    | |
| 1982  | Maattuvin Chattangale           | | Malayalam  | K. G. Rajasekharan      | Apparition spéciale dans la chanson "Maattuvin Chattangale" |
| 1982  | Simla Special                   | Gopu | Tamoul     | Muktha Srinivasan       | |
| 1982  | Sanam Teri Kasam                | Sunil Sharma | Hindi      | Narendra Bedi           | |
| 1982  | Sakalakala Vallavan             | Velu | Tamoul     | S. P. Muthuraman        | |
| 1982  | Ezham Rathiri                   | | Malayalam  | Krishnakumar            | |
| 1982  | Rani Theni                      | Miller | Tamoul     | G. N. Rangarajan        | Caméo apparence |
| 1982  | Yeh To Kamaal Ho Gaya           | Ratan Chander et Ajay Saxena | Hindi      | Tatineni Rama Rao       | |
| 1982  | Pagadai Panirendu               | Anand | Tamoul     | Dhamodharan. N          | |
| 1982  | Agni Sakshi                     | Kamal Haasan | Tamoul     | K. Balachander          | Apparence d'invité |
| 1983  | Zara Si Zindagi                 | Rakesh Kumar Shastri | Hindi      | K. Balachander          | |
| 1983  | Uruvangal Maralam               | Kamal Haasan | Tamoul     | S. V. Ramanan           | Apparence d'invité |
| 1983  | Sattam                          | Inspecteur Raja | Tamoul     | K. Vijayan              | |
| 1983  | Sagara Sangamam                 | Balakrishna | Télougou   | K. Viswanath            | Prix Nandi du meilleur acteur Prix Filmfare du meilleur acteur - Telugu |
| 1983  | Sadma                           | Somu | Hindi      | Balu Mahendra           | |
| 1983  | Poikkal Kudhirai                | | Tamoul     | K. Balachander          | Caméo apparence |
| 1983  | Benkiyalli Aralida Hoovu        | Conducteur de bus | Kannada    | K. Balachander          | Apparition spéciale dans la chanson "Munde Banni" |
| 1983  | Thoongathey Thambi Thoongathey  | Gopi et Vinoth | Tamoul     | S. P. Muthuraman        | |
| 1984  | Yeh Desh                        | Mathur | Hindi      | Tatineni Rama Rao       | Apparence d'invité |
| 1984  | Ek Nai Paheli                   | Sandeep | Hindi      | K. Balachander          | |
| 1984  | Yaadgar                         | Rajnath | Hindi      | Dasari Narayana Rao     | |
| 1984  | Raaj Tilak                      | Suraj | Hindi      | Rajkumar Kohli          | |
| 1984  | Enakkul Oruvan                  | Madhan et Upendhra | Tamoul     | S. P. Muthuraman        | |
| 1984  | Karishma                        | Sunny | Hindi      | I. V. Sasi              | |
| 1985  | Oru Kaidhiyin Diary             | David & Inspector Shankar | Tamoul     | P. Bharathiraja         | |
| 1985  | Kaakki Sattai                   | Murali | Tamoul     | Rajasekhar              | |
| 1985  | Andha Oru Nimidam               | Kumar | Tamoul     | Major Sundarrajan       | |
| 1985  | Uyarndha Ullam                  | Anandh | Tamoul     | S. P. Muthuraman        | |
| 1985  | Saagar                          | Raja | Hindi      | Ramesh Sippy            | Prix Filmfare du meilleur acteur |
| 1985  | Geraftaar                       | Kishan Kumar Khanna | Hindi      | Prayag Raaj             | |
| 1985  | Mangamma Sabadham               | Ashok et Raja | Tamoul     | K. Vijayan              | |
| 1985  | Japanil Kalyanaraman            | Kalyanam et Raman | Tamoul     | S. P. Muthuraman        | |
| 1985  | Dekha Pyar Tumhara              | Vishal | Hindi      | Virendra Sharma         | |
| 1986  | Vikram                          | Vikram | Tamil      | Rajasekhar              | |
| 1986  | Swathi Muthyam                  | Sivaiah | Télougou   | K. Viswanath            | Prix Nandi du meilleur acteur |
| 1986  | Naanum Oru Thozhilali           | Bharath | Tamoul     | C. V. Sridhar           | |
| 1986  | Manakanakku                     | Réalisateur | Tamoul     | R. C. Sakthi            | Apparence d'invité |
| 1986  | Oka Radha Iddaru Krishnulu      | Krishna | Télougou   | A. Kodandarami Reddy    | |
| 1986  | Punnagai Mannan                 | Sethu et Chaplin Chellappa | Tamoul     | K. Balachander          | |
| 1987  | Kadhal Parisu                   | Mohan | Tamoul     | A. Jagannathan          | |
| 1987  | Vrutham                         | Balu | Malayalam  | I. V. Sasi              | |
| 1987  | Kadamai Kanniyam Kattupaadu     | Kamal Haasan | Tamoul     | Santhana Bharathi       | Apparence d'invité |
| 1987  | Per Sollum Pillai               | Ramu | Tamoul     | S. P. Muthuraman        | |
| 1987  | Pushpaka Vimana                 | "Diplômé sans emploi" | Silencieux | Singeetam Srinivasa Rao | |
| 1987  | Nayakan                         | Sakthivelu (Velu Naicker) | Tamoul     | Mani Ratnam             | Prix national du cinéma du meilleur acteur Prix Cinema Express du meilleur acteur - tamoul                                                                                                  |
| 1988  | Daisy                           | James | Malayalam  | Pratap K. Pothen        | Caméo apparence |
| 1988  | Soora Samhaaram                 | Pandiyan | Tamoul     | Chitra Lakshmanan       | |
| 1988  | Unnal Mudiyum Thambi            | Udhayamoorthy | Tamoul     | K. Balachander          | |
| 1988  | Sathya                          | Sathyamurthy | Tamoul     | Suresh Krissna          | |
| 1989  | Apoorva Sagodharargal           | Inspector Sethupathi, Appadurai & Raja | Tamoul     | Singeetam Srinivasa Rao | Prix Filmfare du meilleur film - Tamoul Tamil Nadu State Film Award du meilleur acteur Prix Cinema Express du meilleur film - Tamoul                                                        |
| 1989  | Chanakyan                       | Johnson | Malayalam  | T. K. Rajeev Kumar      | |
| 1989  | Vetri Vizha                     | Vetrivel | Tamoul     | Prathap Pothan          | |
| 1989  | Indrudu Chandrudu               | G. K. Rayudu & Chandru | Télougou   | Suresh Krissna          | Prix Nandi du meilleur acteur Filmfare Award du meilleur acteur - Télougou |
| 1990  | Michael Madana Kama Rajan       | Michael, Madhanagopal, Kameshwaran, Subramaniam Raju | Tamoul     | Singeetam Srinivasa Rao | Prix Cinema Express du meilleur acteur - tamoul |
| 1991  | Gunaa                           | Gunasekharan | Tamoul     | Santhana Bharathi       | Prix Filmfare du meilleur acteur - Tamoul |
| 1992  | Singaravelan                    | Singaravelan | Tamoul     | R. V. Udayakumar        | |
| 1992  | Thevar Magan                    | Shakthivel | Tamoul     | Bharathan               | Prix Filmfare du meilleur acteur - Tamoul Prix Cinema Express du meilleur film - Tamoul |
| 1993  | Maharasan                       | Vadivelu | Tamoul     | G. N. Rangarajan        | |
| 1993  | Kalaignan                       | Indrajith | Tamoul     | G. B. Vijay             | |
| 1994  | Mahanadi                        | Krishnaswamy | Tamoul     | Santhana Bharathi       | |
| 1994  | Magalir Mattum                  | Nouveau Boss | Tamoul     | Singeetam Srinivasa Rao | Apparence d'invité |
| 1994  | Nammavar                        | Selvam | Tamoul     | K. S. Sethumadhavan     | |
| 1995  | Sathi Leelavathi                | Shakthivel | Tamoul     | Balu Mahendra           | |
| 1995  | Subha Sankalpam                 | Dasu | Télougou   | K. Viswanath            | |
| 1995  | Kuruthipunal                    | Adhi Narayanan IPS | Tamoul     | P. C. Sreeram           | Simultanément filmé en Télougou comme Drohi Prix Filmfare du meilleur acteur - Tamoul |
| 1996  | Drohi                           | Adhi Narayanan IPS | Télougou   | P. C. Sreeram           | |
| 1996  | Indian                          | Veerasekaran Senapathy (Indian) et Chandrabose | Tamoul     | S. Shankar              | Prix national du film du meilleur acteur Prix Filmfare du meilleur acteur - Tamoul Prix Cinema Express du meilleur acteur - tamoul Tamil Nadu State Film Award du meilleur acteur           |
| 1996  | Avvai Shanmugi                  | Pandian (Avvai Shanmugi) | Tamoul     | K. S. Ravikumar         | |
| 1997  | Chachi 420                      | Jaiprakash Paswan (Lakshmi Godbhole) | Hindi      | Kamal Haasan            | Prix Zee Cine du meilleur acteur dans un rôle comique |
| 1998  | Kaathala Kaathala               | Ramalingam | Tamoul     | Singeetam Srinivasa Rao | |
| 2000  | Hey Ram                         | Saket Ram | Tamoul     | Kamal Haasan            | Film Bilingue Prix Filmfare du meilleur acteur - Tamoul |
| 2000  | Hey Ram                         | Saket Ram | Hindi      | Kamal Haasan            | Film Bilingue Prix Filmfare du meilleur acteur - Tamoul |
| 2000  | Thenali                         | Thenali Soman | Tamoul     | K. S. Ravikumar         | Dans ce film, il a obtenu la carte de titre 'Universel Hero' |
| 2001  | Aalavandhan                     | Vijay Kumar et Nandha Kumar | Tamoul     | Suresh Krissna          | Film Bilingue |
| 2001  | Abhay                           | Vijay and Abhay | Hindi      | Suresh Krissna          | Film Bilingue |
| 2001  | Parthale Paravasam              | Kamal Haasan | Tamoul     | K. Balachander          | Apparence d'invité |
| 2002  | Pammal K. Sambandam             | Pammal Kalyana Sambandham | Tamoul     | T. S. B. K. Moulee      | |
| 2002  | Panchathanthiram                | Ramachandramurthy | Tamoul     | K. S. Ravikumar         | |
| 2003  | Anbe Sivam                      | Nallasivam | Tamoul     | Sundar. C               | |
| 2003  | Nala Damayanthi                 | Kamal Haasan | Tamoul     | T. S. B. K. Moulee      | Apparence d'invité |
| 2004  | Virumaandi                      | Virumaandi | Tamoul     | Kamal Haasan            | |
| 2004  | Vasool Raja MBBS                | Rajaraman | Tamoul     | Saran                   | |
| 2005  | Mumbai Xpress                   | Avinasi | Tamoul     | Singeetam Srinivasa Rao | Film Bilingue |
| 2005  | Mumbai Xpress                   | Avinash | Hindi      | Singeetam Srinivasa Rao | Film Bilingue |
| 2005  | Rama Shama Bhama                | Dr. Shyam Sajjan | Kannada    | Ramesh Aravind          | Caméo apparence |
| 2006  | Vettaiyaadu Vilaiyaadu          | DCP Raghavan | Tamoul     | Gautham Menon           | Tamil Nadu State Film Award du meilleur acteur |
| 2008  | Dasavathaaram                   | Govindarajan Ramaswamy Rangarajan Nambi Christian Fletcher Balram Naidu Krishnaveni Vincent Poovaragan Khalifulla Khan Avatar Singh Shinghen Narahashi George W. Bush | Tamoul     | K. S. Ravikumar         | Ananda Vikatan Cinema Awards du meilleur acteur Tamil Nadu State Film Award du meilleur acteur Prix Vijay pour héros préféré Prix Vijay du meilleur méchant Prix Vijay du meilleur comédien |
| 2009  | Unnaipol Oruvan                 | "Common man" | Tamoul     | Chakri Toleti           | Film Bilingue |
| 2009  | Eenadu                          | "Common man" | Télougou   | Chakri Toleti           | Film Bilingue |
| 2010  | Four Friends                    | Kamal Haasan | Malayalam  | Saji Surendran          | Apparence d'invité |
| 2010  | Manmadhan Ambu                  | Raja Mannar | Tamoul     | K. S. Ravikumar         | |
| 2013  | Vishwaroopam                    | Wisam Ahmed Kashmiri | Tamoul     | Kamal Haasan            | Film Bilingue Prix Vijay du réalisateur préféré |
| 2013  | Vishwaroop                      | Wisam Ahmed Kashmiri | Hindi      | Kamal Haasan            | Film Bilingue Prix Vijay du réalisateur préféré |
| 2015  | Uttama Villain                  | Manoranjan | Tamoul     | Ramesh Aravind          | |
| 2015  | Papanasam                       | Suyambulingam | Tamoul     | Jeethu Joseph           | |
| 2015  | Thoongaa Vanam                  | C. K. Diwakar | Tamoul     | Rajesh Selva            | Film Bilingue |
| 2015  | Cheekati Rajyam                 | C. K. Diwakar | Télougou   | Rajesh Selva            | Film Bilingue |
| 2016  | Meen Kuzhambum Mann Paanaiyum   | Swami | Tamoul     | Amudeshver              | Apparence d'invité |
| 2018  | Vishwaroopam 2                  | Wisam Ahmed Kashmiri | Tamoul     | Kamal Haasan            | Film Bilingue |
| 2018  | Vishwaroop 2                    | Wisam Ahmed Kashmiri | Hindi      | Kamal Haasan            | Film Bilingue |
| 2022  | Vikram                          | Vikram | Tamoul     | Lokesh Kanagaraj        | Prix Filmfare du meilleur acteur - Tamoul |
| 2024  | Kalki 2898 AD                   | Supreme Yaskin | Télougou   | Nag Ashwin              | |
| 2024  | Indian 2                        | Veerasekaran Senapathy (Indian) | Tamoul     | S. Shankar              | |
| 2025  | Thug Life                       | Rangaraaya Sakthivel | Tamoul     | Mani Ratnam             | |
| 2025  | Indian 3                        | Veerasekaran Senapathy (Indian) et Veerasekaran Balram | Tamoul     | S. Shankar              | Post-production |